# Txaro Begué
Txaro Begué Torres (Pamplona, Navarra, 3 de agosto de 1954) es una escritora española. Su trabajo se ha centrado en especial en obras colectivas, aunque también tiene diversas participaciones en otras actividades culturales.

## Biografía
Nacida en Pamplona pero criada en Luzaide (Valcarlos). Licenciada en Filosofía y Ciencias de la Educación ha dedicado su vida laboral al alumnado juvenil con dificultades emocionales, cognitivas y sociales; en el trabajo con ellos y con sus familias.

## Obras publicadas

### Colectivas[3]
- Guía de Salud y Desarrollo Personal para trabajar con adolescentes.

Gobierno de Navarra. 1995 Departamento de Salud Pública y Departamento de Educación y Cultura
- Guía Educativa para trabajar con grupos de padres y madres.

Gobierno de Navarra 1995 Departamento de Saludpública y Departamento de educación y Cultura.

### Individuales
Novela:
- Dominique.[2](11/02/2013)[4][3]
- 20 voces con ilustraciones de Idoia Iturri (07/05/2015)[4]
- Nada es diferente después de todo (02/03/2020)[4]
- Martina, el ovillo enredado de mi alma (17/08/2023)[5][4]

Artículos educativos
- La magia de contar historias o contar historias es magia.
- ¿Quién decide cómo ocupar el tiempo libre?

Entrevistas
- Lo escolar en lo extra escolar. Revista Idea: Consejo escolar de Navarra
- Txaro Begué reinventa en una novela la vida de algunas de las mujeres de su familia" Diario de noticias 29 de diciembre de 2012
- La historia de la bisabuela. Diario de Navarra 27 de diciembre de 2012